# Pascal Stenzel
Pascal Stenzel (Bünde, 20 marzo 1996) è un calciatore tedesco, difensore o centrocampista dello Stoccarda.

## Carriera

### Club
Ha giocato nella prima e nella seconda divisione tedesca.

### Nazionale
Ha giocato nelle nazionali giovanili tedesche Under-19, Under-20 ed Under-21.

## Palmarès

### Club

#### Competizioni nazionali
- Campionato tedesco di seconda divisione: 1

Friburgo: 2015-2016
- Coppa di Germania: 1

Stoccarda: 2024-2025